# Les Pilles
Les Pilles település Franciaországban, Drôme megyében. Lakosainak száma 225 fő (2022. január 1.). Les Pilles Aubres, Châteauneuf-de-Bordette, Condorcet, Curnier, Eyroles és Montaulieu községekkel határos.

## Népesség
A település népességének változása:
| Lakosok száma | 213  | 167  | 213  | 249  | 249  | 246  | 246  | 240  | 240  | 225  |
|               | 1968 | 1982 | 1990 | 2006 | 2013 | 2015 | 2017 | 2019 | 2020 | 2022 |